# Tresse
Pour les articles homonymes, voir Natte (homonymie) et Tresse (homonymie).

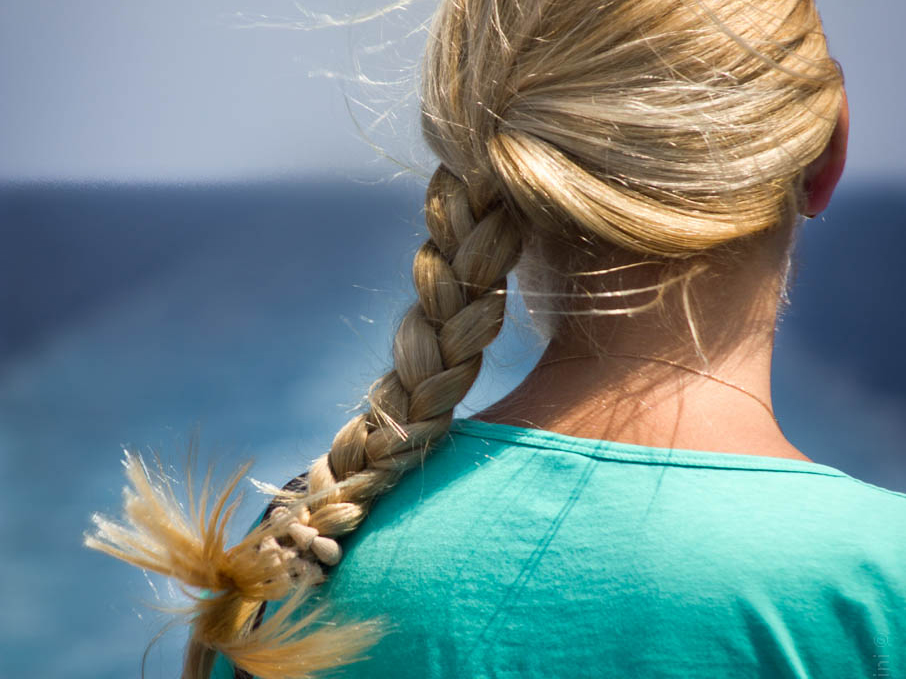
Exemple de tresse dans une coiffure.

Une tresse ou natte est une manière d'assembler par entrelacement des cheveux, des fils ou faisceaux de fils. Elle est utilisée entre autres dans la confection de cordes. La tresse la plus courante est un entrelacement de trois fils ou faisceaux de fils.

## En coiffure

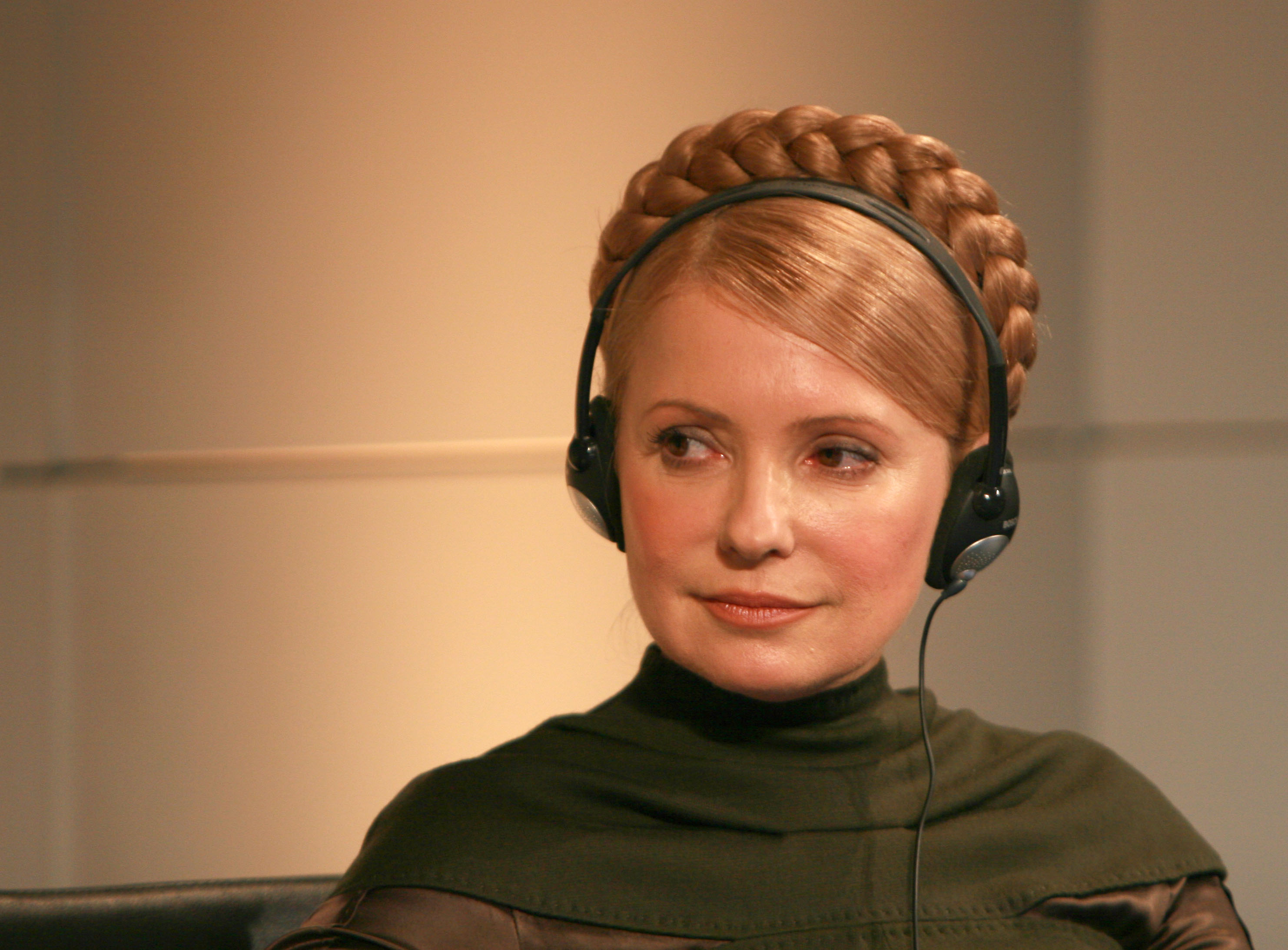
Ioulia Tymochenko, femme politique ukrainienne portant des tresses.

La tresse est une coiffure qui consiste à entremêler trois mèches de cheveux ou plus afin de former une natte collée sur le crâne. Elle peut se faire avec l'ensemble des cheveux assemblés en une seule tresse de l'avant vers l'arrière du crâne, sur une chevelure séparée en deux ou encore en une multitude de petites tresses à la mode afro agrémentées ou non de perles.
Dans l'imaginaire collectif, deux tresses, une de chaque côté de la tête, sont considérées soit comme la coiffure typique des Amérindiens, soit comme la coiffure des « jeunes filles de bonne famille ».
Historique de la tresse :
- Les premières attestations de coiffures tressées pourraient remonter à la Préhistoire. Ainsi, les statuettes gravettiennes de la Dame de Brassempouy ou de la Vénus de Willendorf, qui datent de plus de 20 000 ans av. J.-C., présentent au niveau de la tête des motifs gravés qui pourraient évoquer des tresses. Néanmoins, il pourrait également s'agir d'un rendu de chevelure stylisé, voire d'une résille ou d'un capuchon, comme il a été découvert sur le site paléolithique de Sungir.

- On les trouve aussi dans les premières civilisations nord-africaines, telles que l'Égypte antique ou la civilisation Nok, dont les membres, hommes comme femmes, portaient différents types de coiffures tressées, parmi lesquelles les tresses collées ou « tresses africaines ». Il existe une multitude de variétés de tresses parmi les différents peuples africains : Akan, Wolofs, Fangs, Peuls, Mandingues, Masaï, Oromo, Sonrhais, Bantous, Yoruba, Haoussas, Bamilékés etc. La coiffure tressée, parfois très compliquée à réaliser, peut apporter une précision sur l'appartenance ethnique, sur l'âge ou sur la condition sociale. Ainsi, chez les Soninkés, les tresses apportent une information supplémentaire, ainsi pour une fille vierge, une nouvelle mariée, une femme qui vient de donner naissance à un enfant, une femme qui a perdu son époux, une femme dont le mari est volage, etc. Par exemple, deux grosses nattes collées sur les oreilles indiquent une accouchement récent.

- La natte chinoise est imposée par la dynastie mandchoue aux Han masculins sous peine de mort.

- Cette coiffure s'est de nouveau popularisée en partie avec l'âge d'or du hip-hop, un courant culturel d'origine afro-américaine. De nos jours, les tresses sont pratiquées par des populations d'origine amérindienne, africaine, asiatique, européenne, etc. et, ceci, dans des contextes aussi banals qu'exceptionnels c'est-à-dire pour se rendre au travail, aller dans une soirée entre amis ou encore pour une coiffure de mariage.

Les tresses sont parfois sujets à polémique car elles peuvent être assimilées aux partisans du mouvement gangsta rap et par conséquent, à la culture de la violence qu'ils véhiculent par leurs chansons. Dans le monde occidental par exemple, en Europe ou aux États-Unis, des cas de discriminations à l'embauche ont été observés envers des personnes portant des tresses,. Aux États-Unis, des mouvements de défense des Afro-américains ainsi que des personnalités publiques ont dénoncé cette discrimination dite capillaire, ce qui a valu la promulgation en janvier 2019 du CROWN Act, une loi qui interdit la «discrimination raciale fondée sur les cheveux» en Californie,. De tout temps, la tresse a évolué au fil des années et elle a toujours été un symbole particulier et peut être vu comme un symbole de beauté, de force, de résistance et d'identité. 

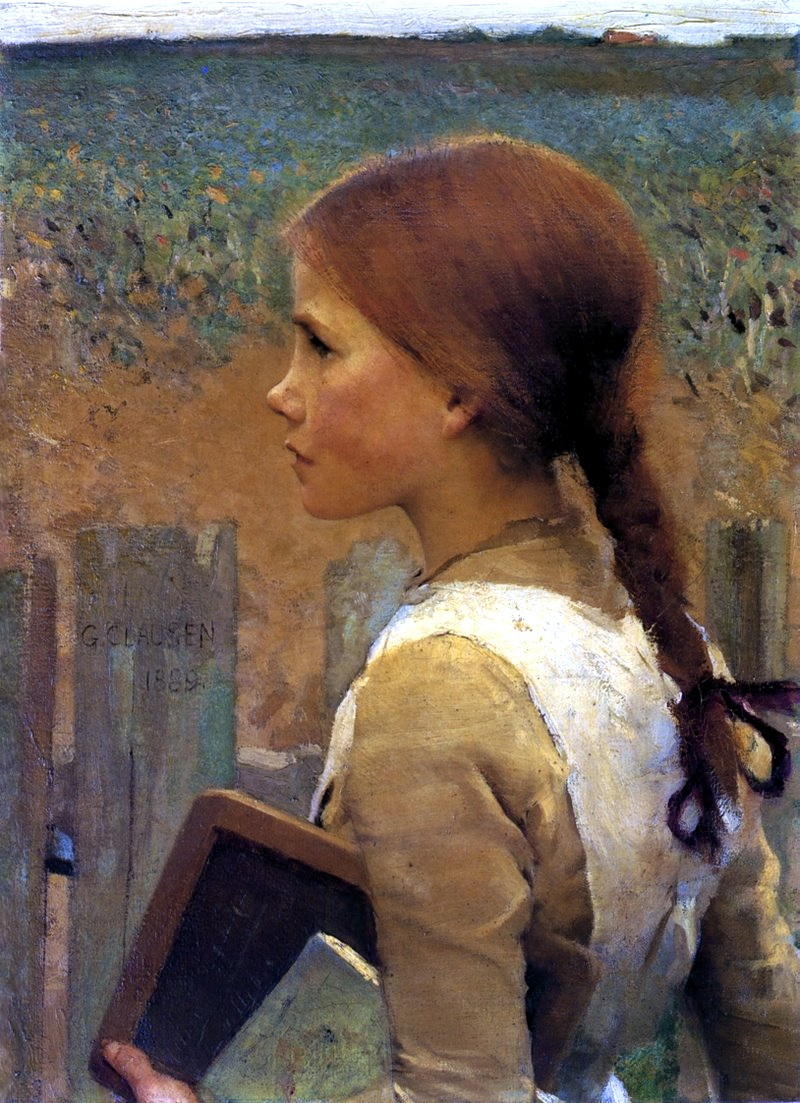
Écolière à la natte de Sir George Clausen
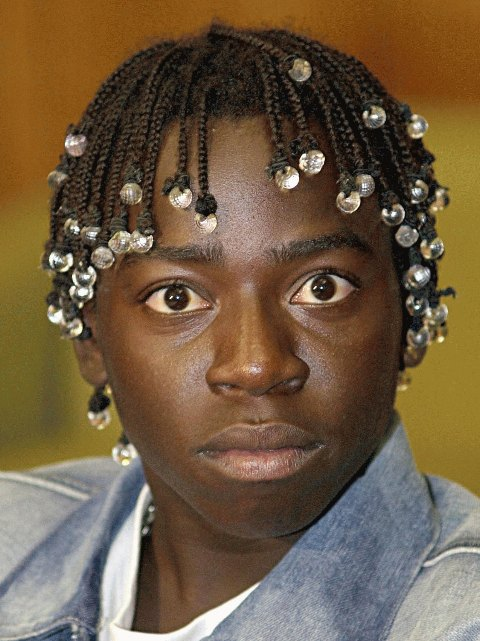
Tresses africaines
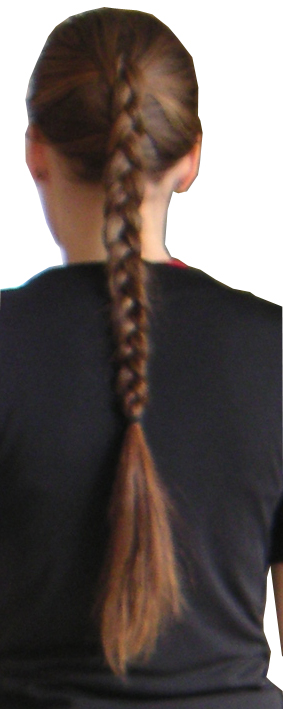
Natte unique
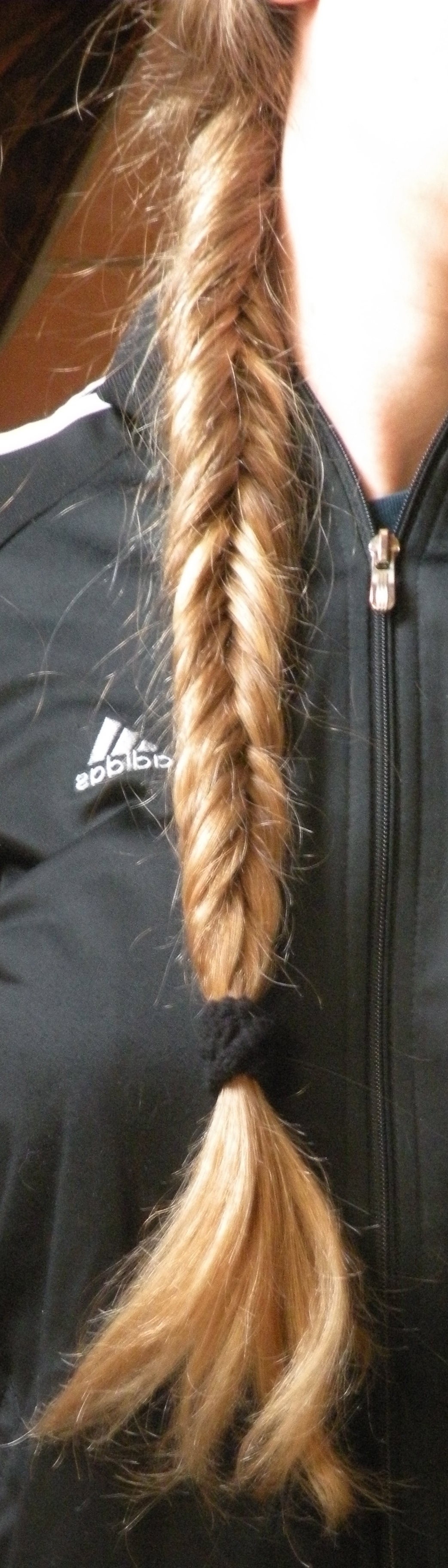
Tresse épi de blé
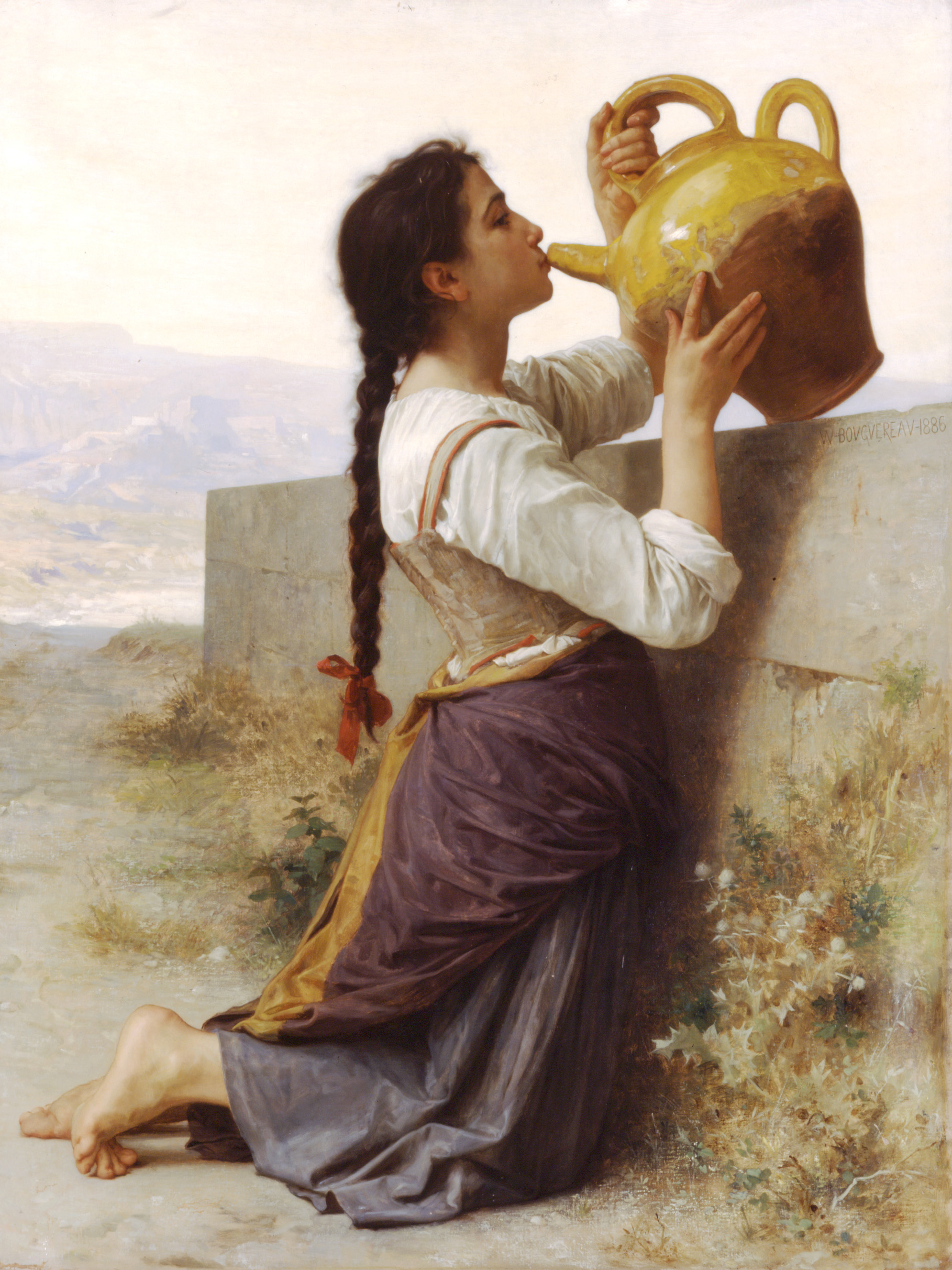
La Soif de William Bouguereau
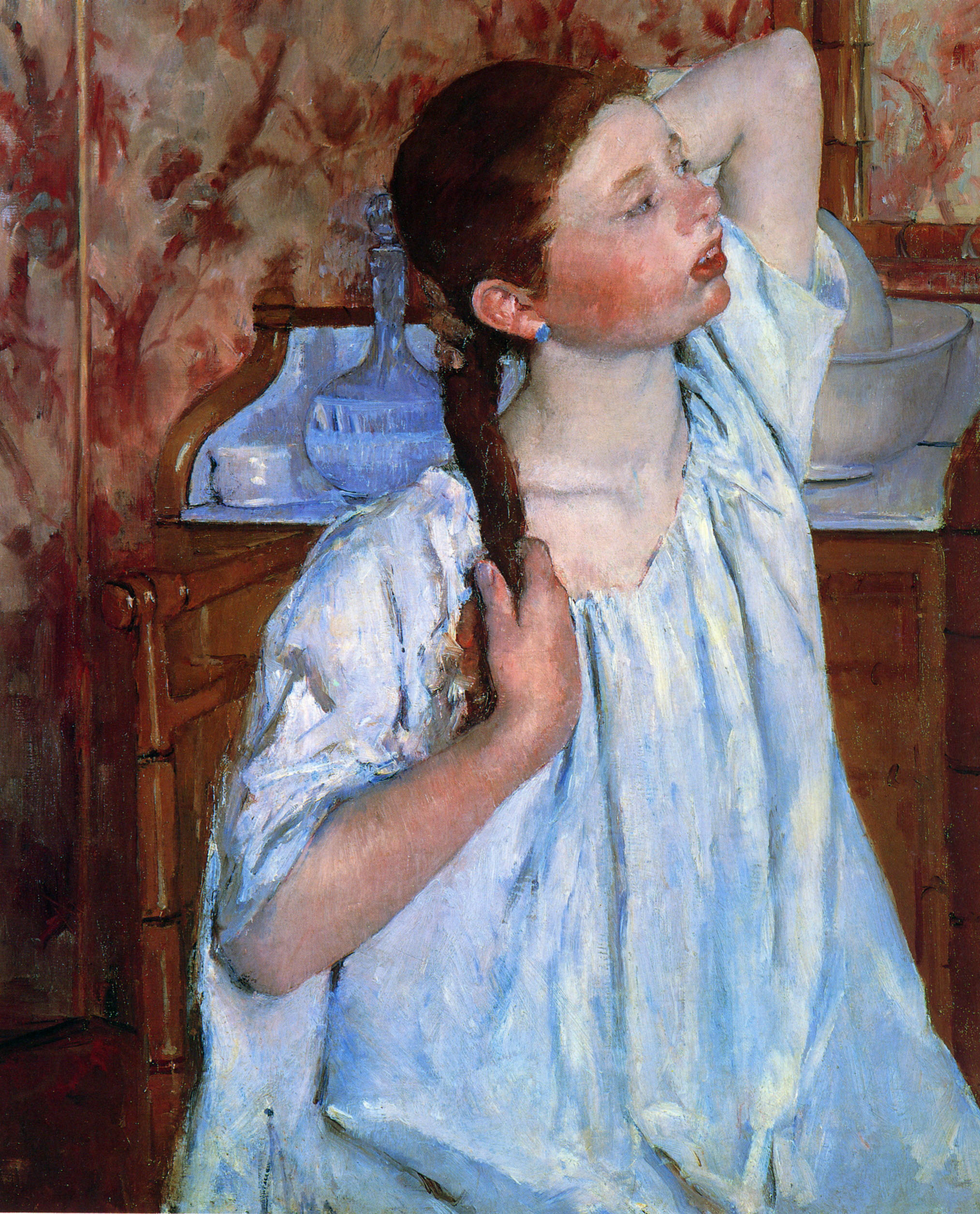
Jeune fille se coiffant de Mary Cassatt
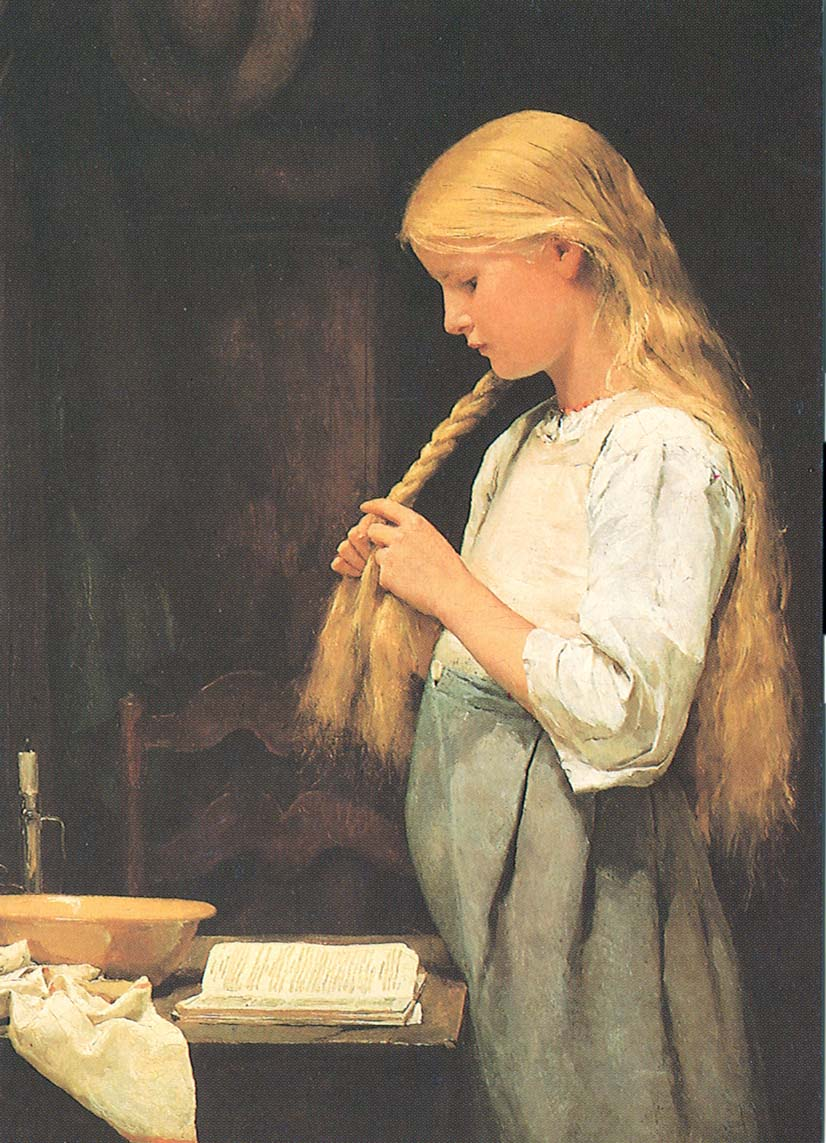
La jeune fille aux tresses (1887) d'Albert Anker
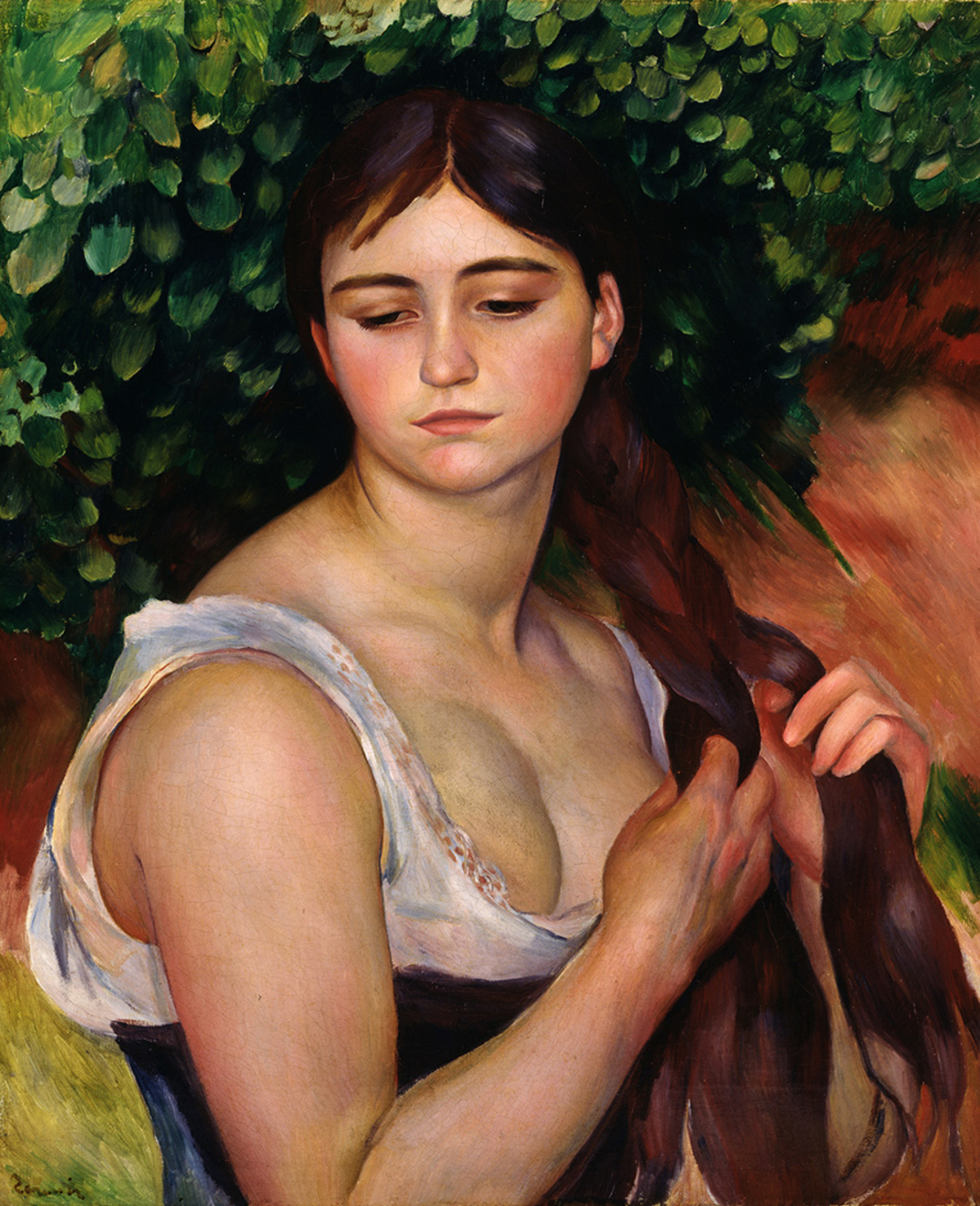
La Natte (1887) d'Auguste Renoir
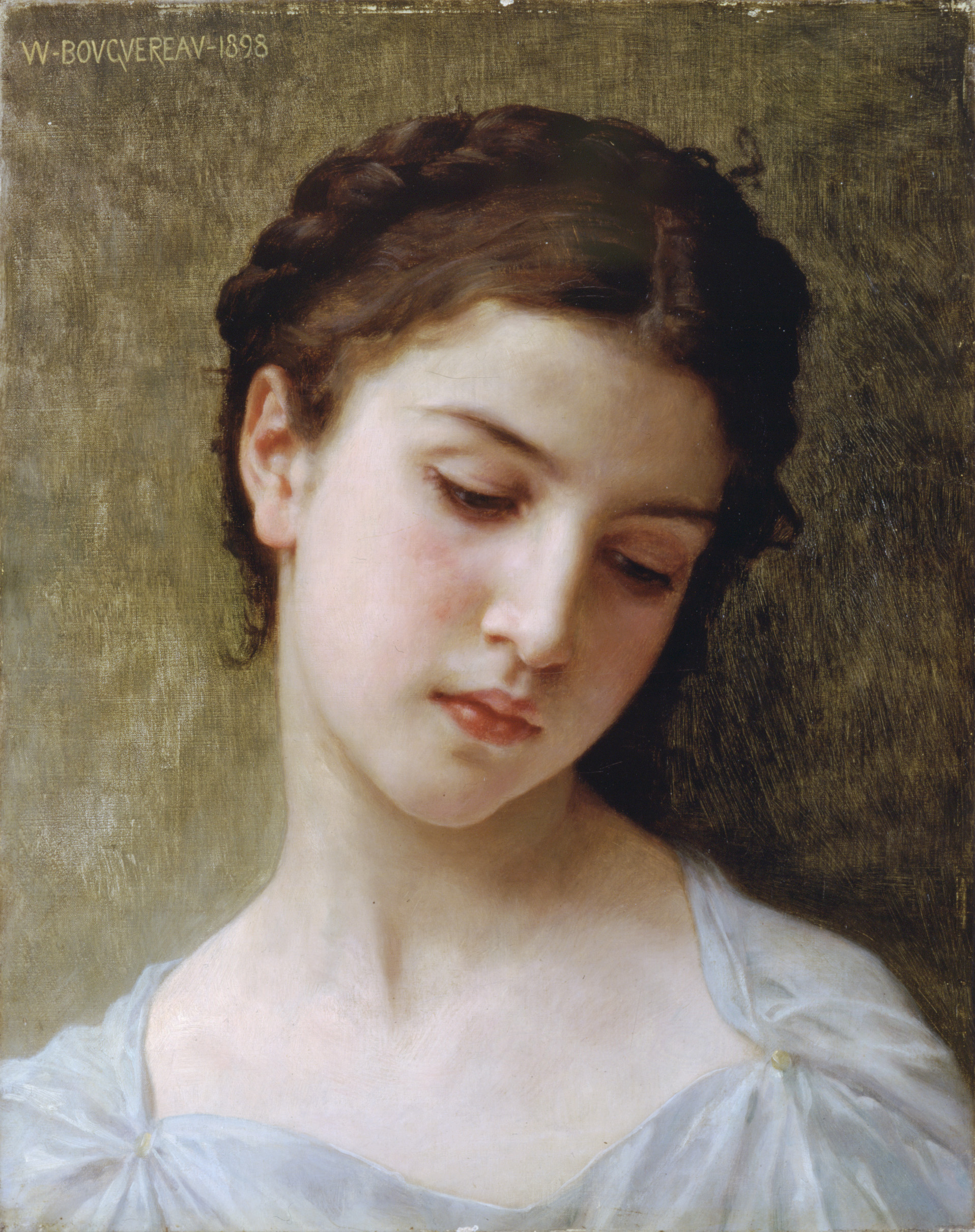
Tête de jeune fille (1898) de William Bouguereau
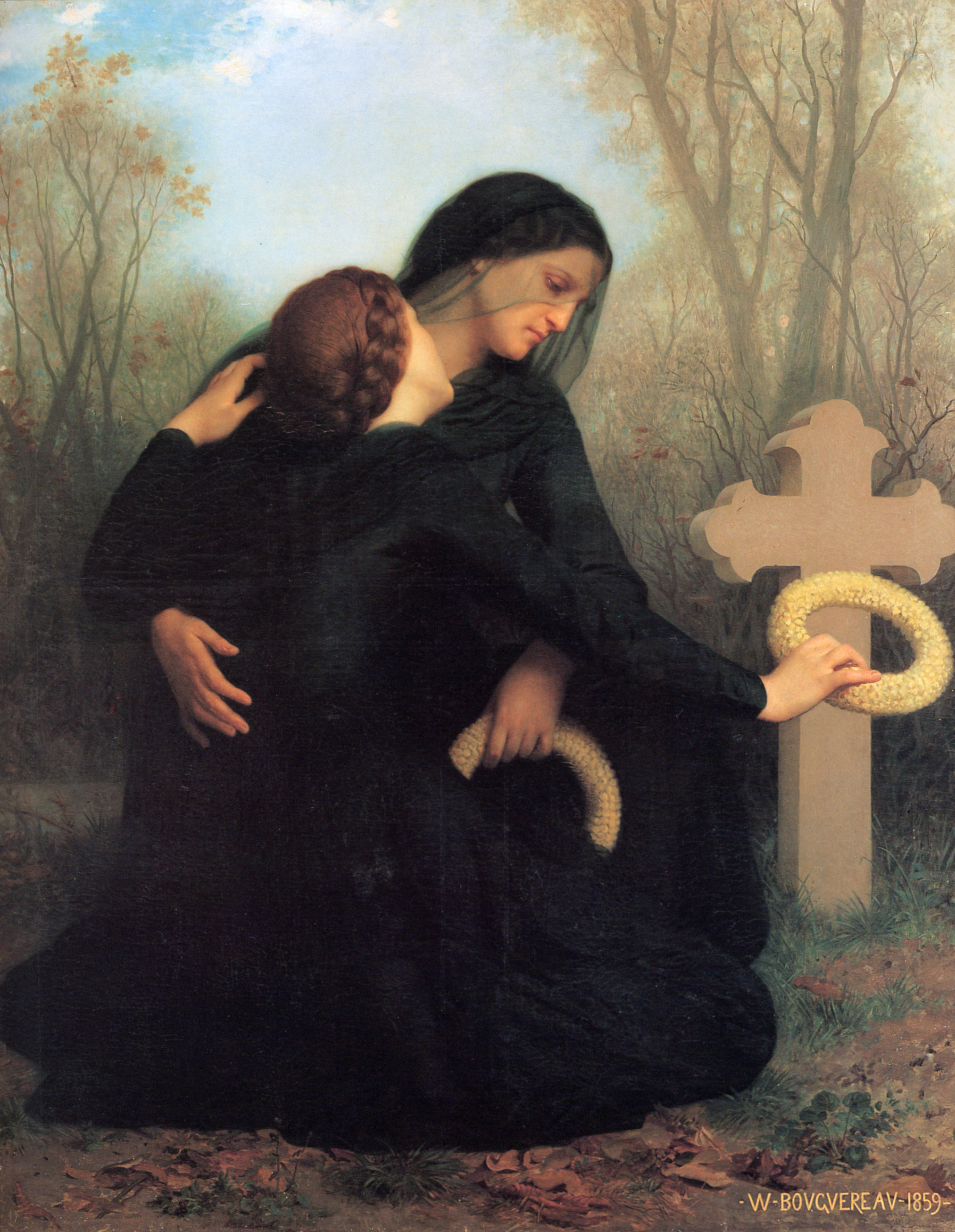
Le jour des morts (1859) de William Bouguereau
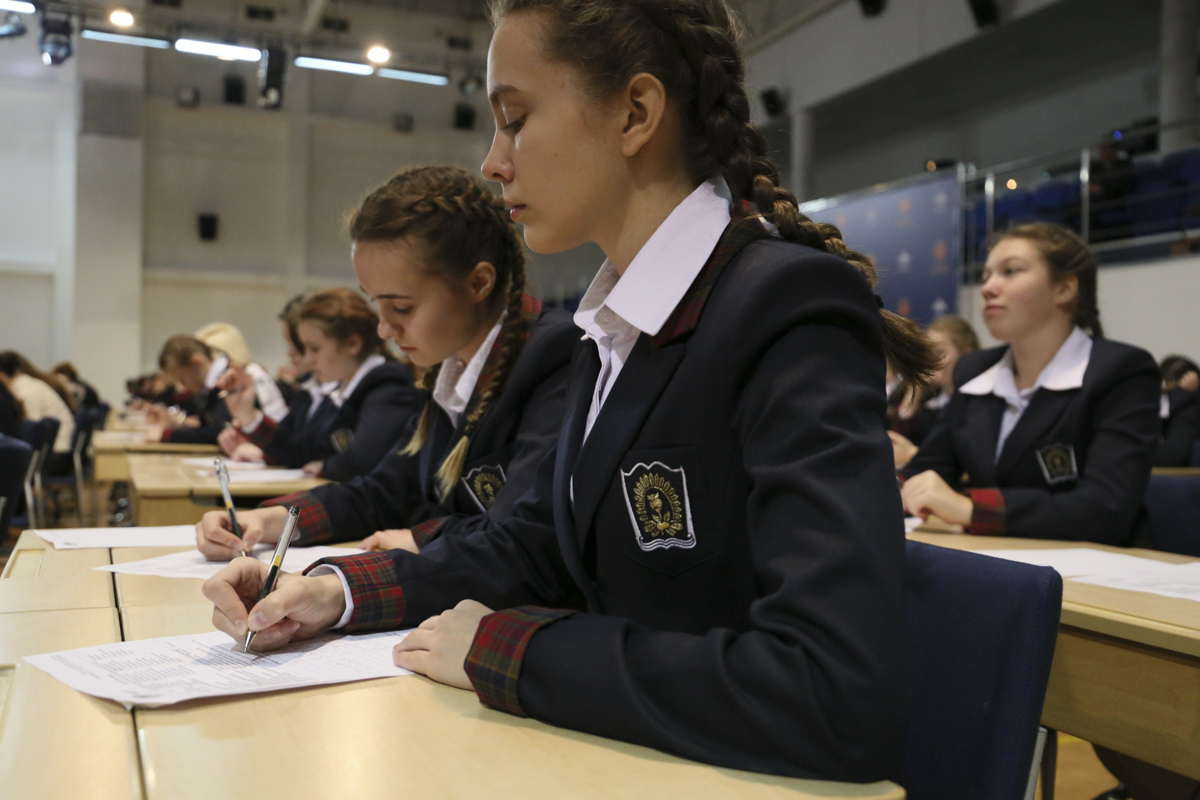
Des écolières russes portant des tresses
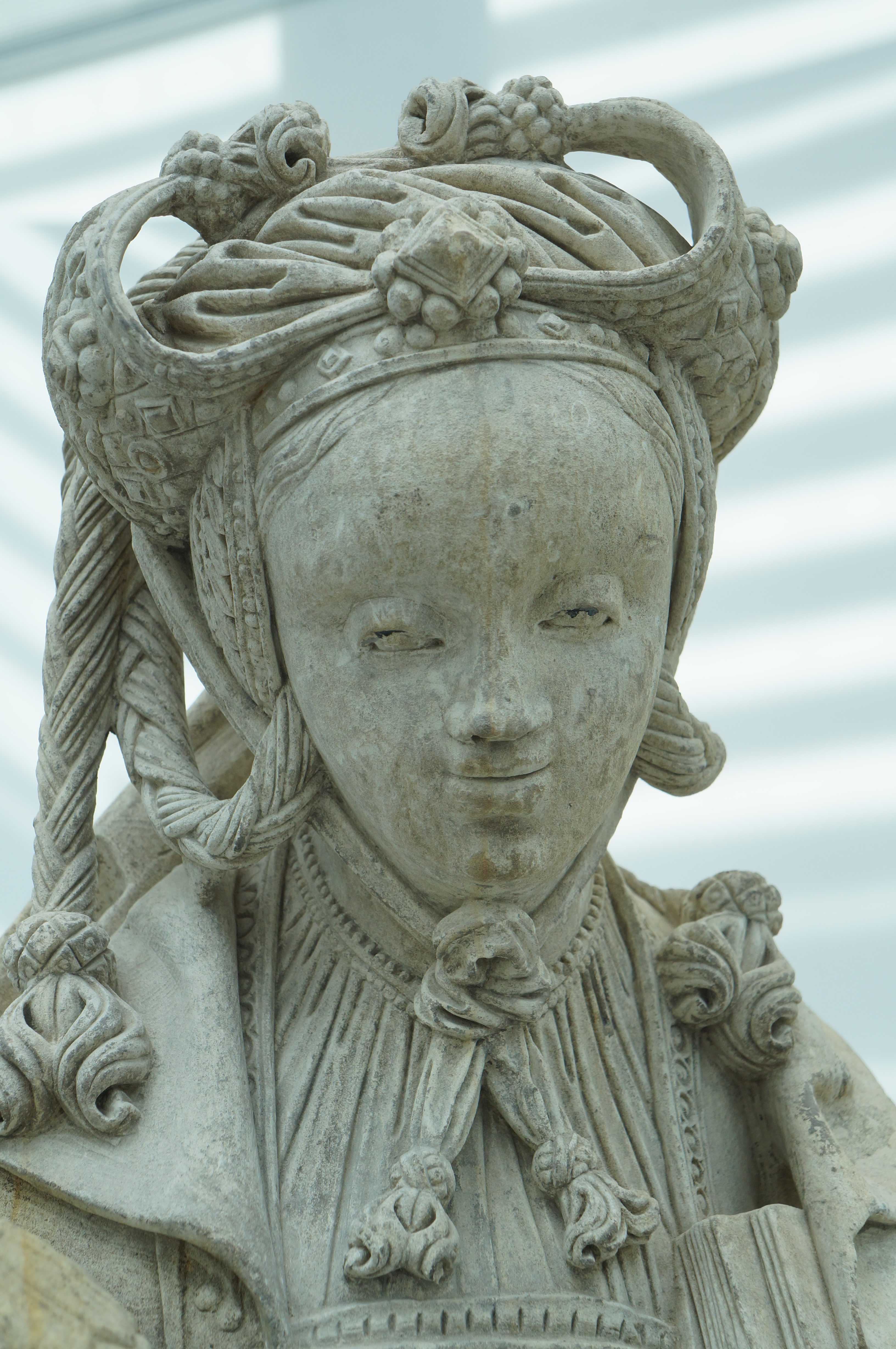
Tresses de Marie-Madeleine (sculpture du groupe des belles du Nord)
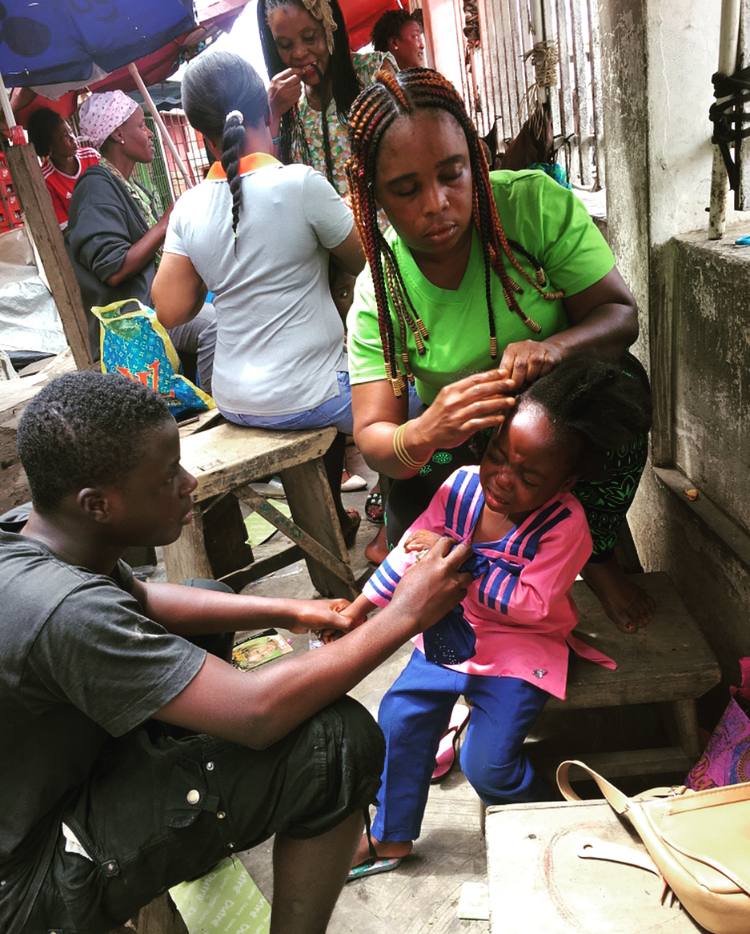
Fillette en pleurs pendant le nattage
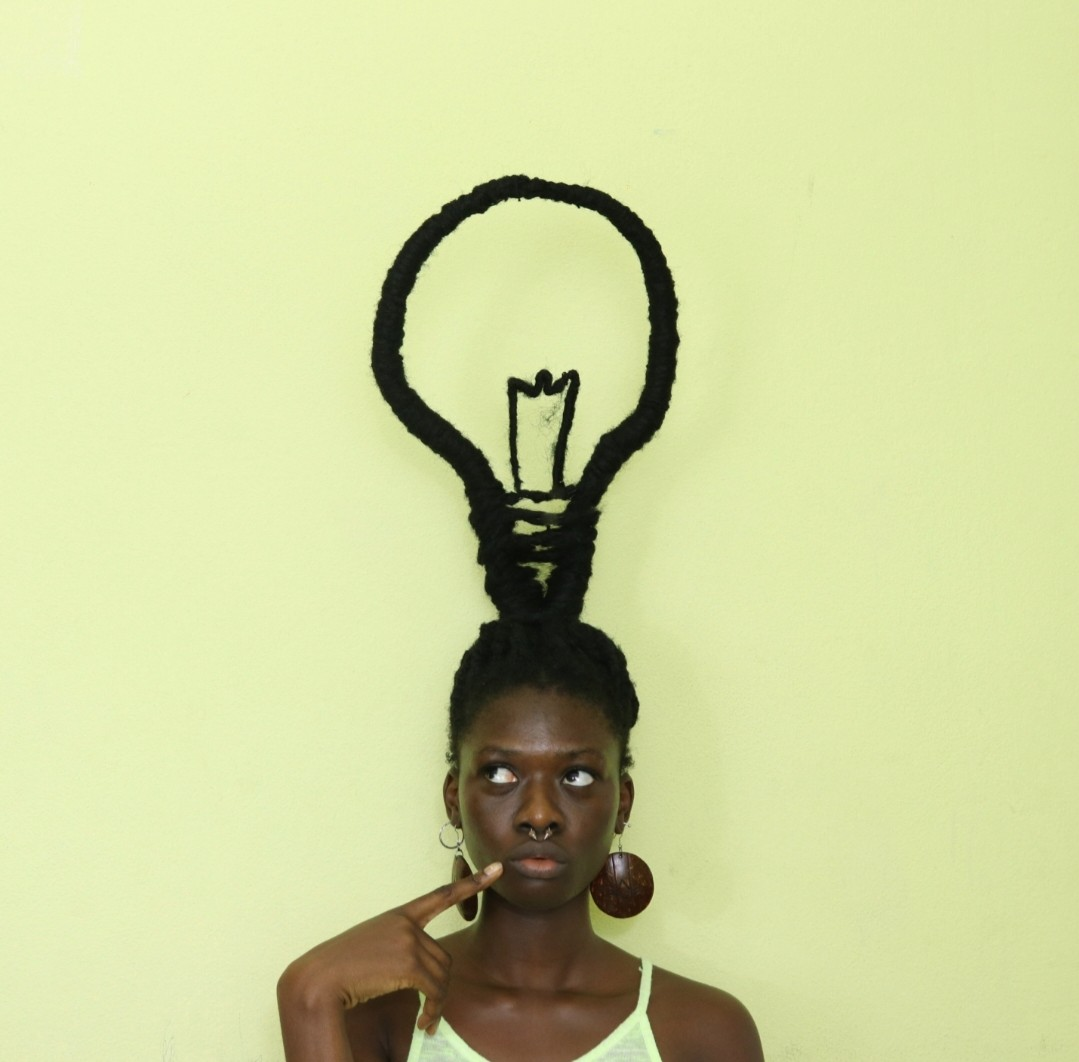
Sculpture de tresses de Laetitia Ky

## En textile et techniques d'assemblage décoratif ou de bricolage
Dans le domaine du textile, c'est une technique de confection qui se distingue du tissage.
En bricolage ou comme technique de loisir créatif, c'est une méthode d'assemblage qui peut être utilisée par exemple en tressant des fils pour obtenir un scoubidou ou une guirlande décorative.

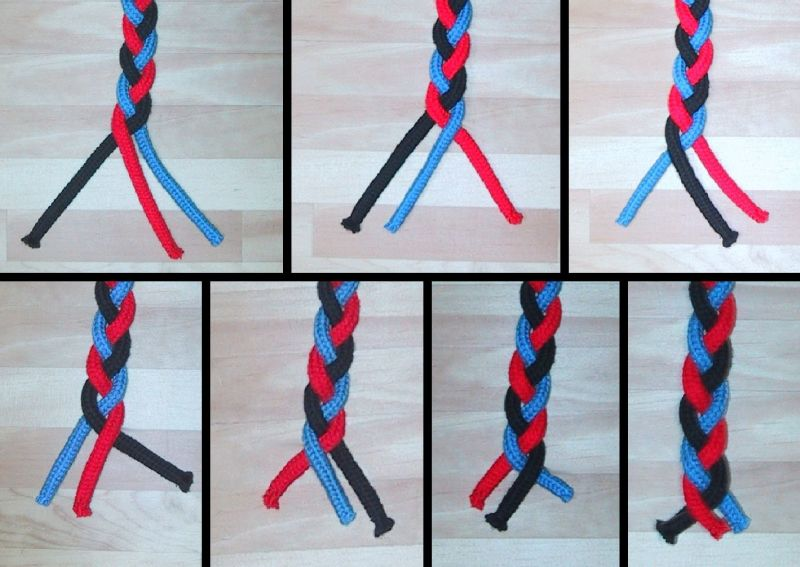
tressage pas à pas
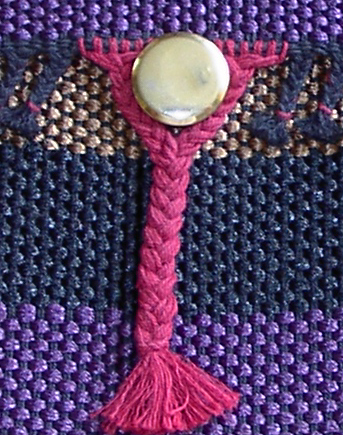
Exemple d'utilisation d'une tresse en fibres textiles
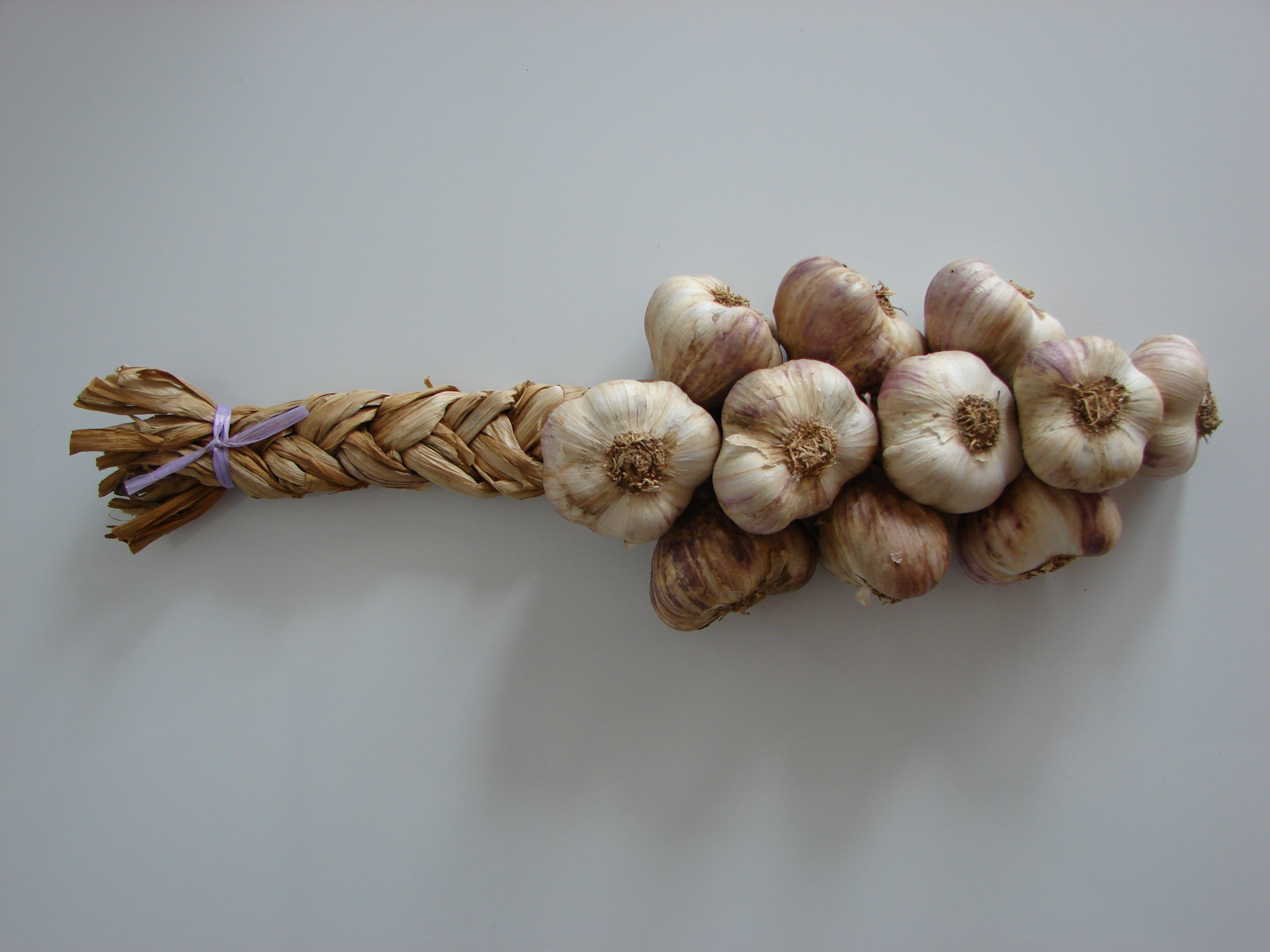
Tresse d'ail
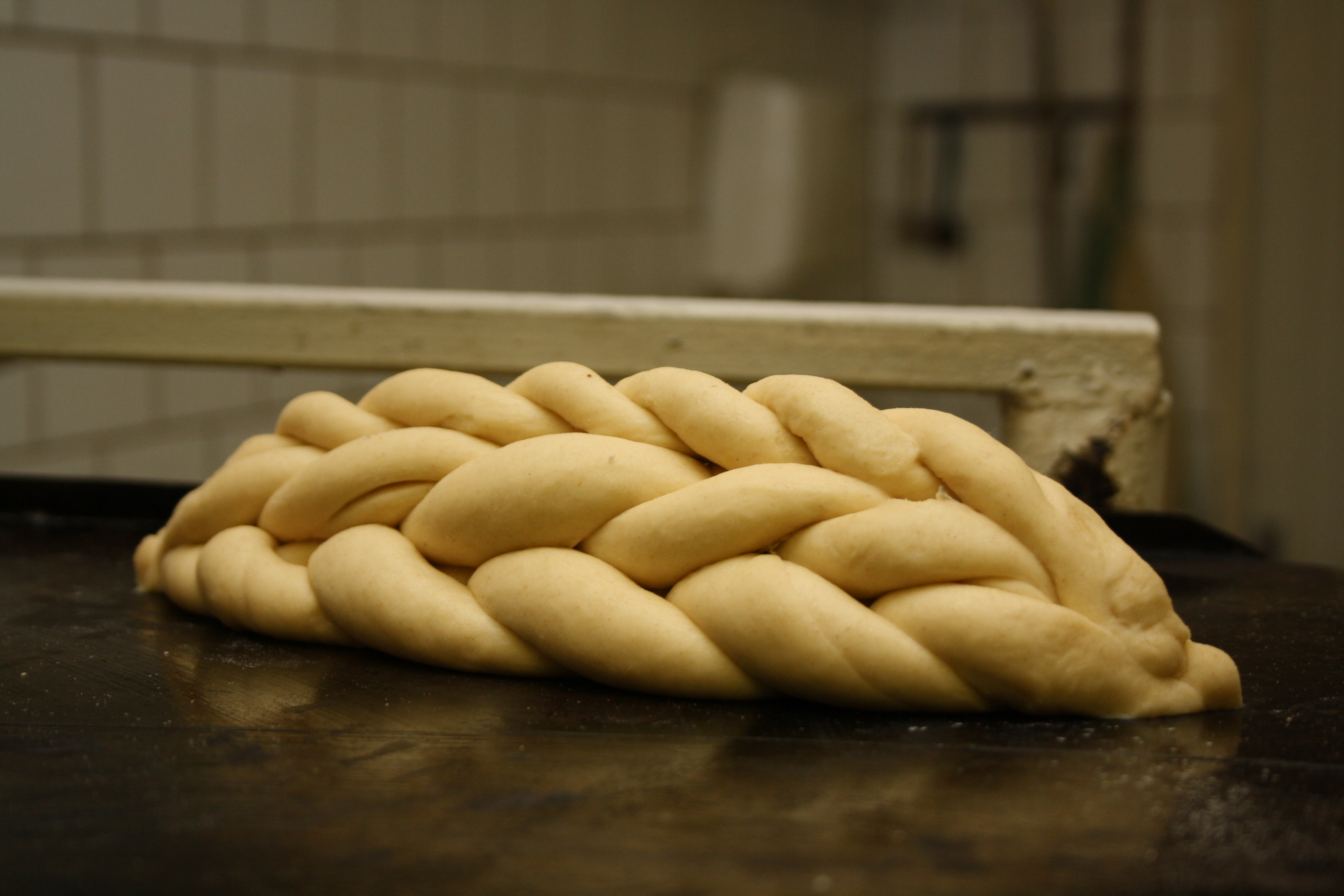
Pâte tressée de vánočka, pain traditionnel tchèque, avant cuisson

## En art
Depuis la fin des années 1990, l'artiste Georges-Pascal Ricordeau crée des sculptures de formes multiples à partir de sacs plastique qu'il tresse pendant de longs mois, la tresse symbolisant le lien et le partage.

## En mathématiques

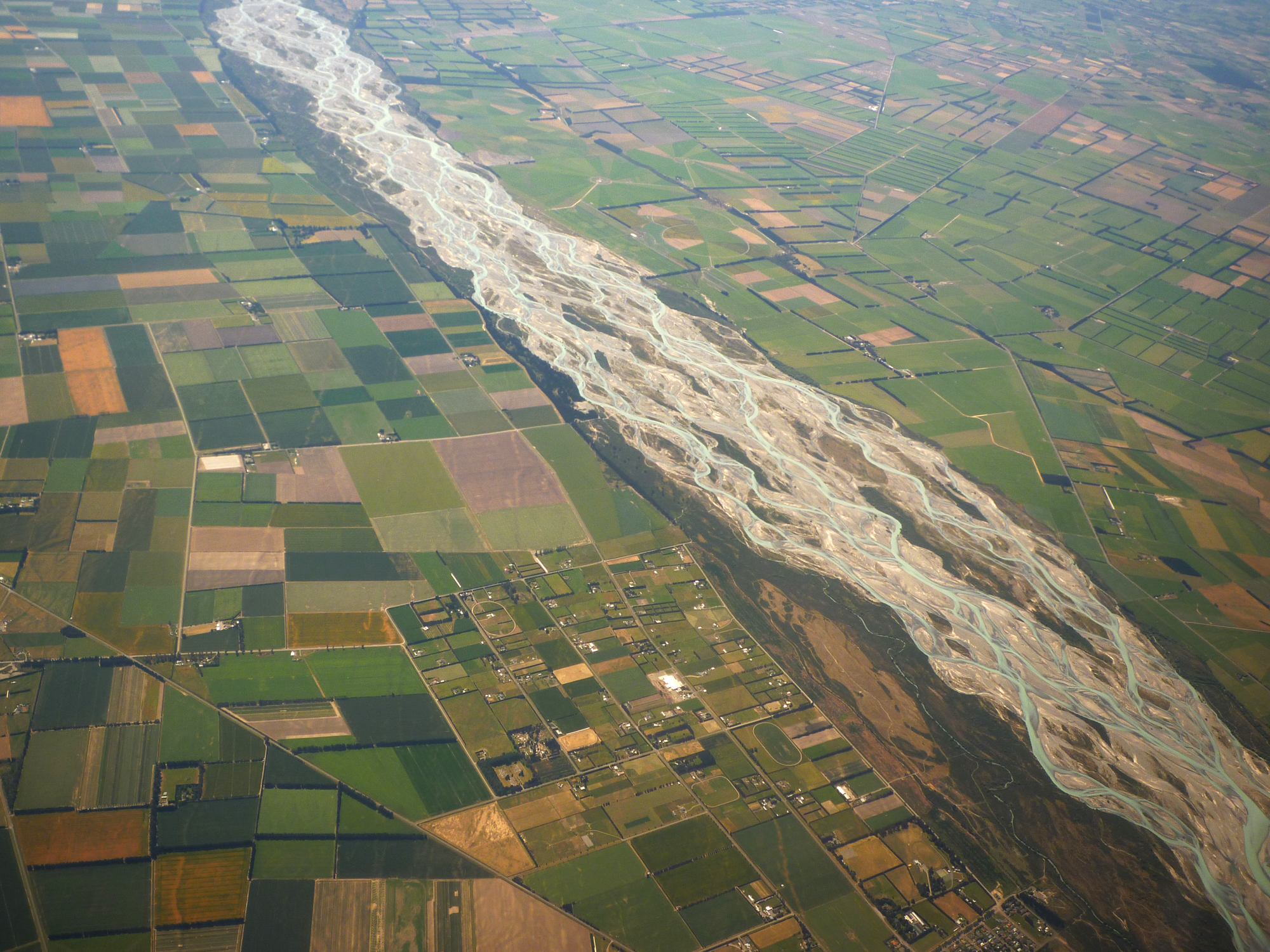
Exemple de cours d'eau en tresse.

- En mathématiques, les tresses sont des objets, étudiés dans le cadre de la théorie des tresses[8]. Voir aussi le lemme des tresses.
- En algèbre linéaire, le lemme des tresses énonce une condition suffisante pour qu'une fonction trilinéaire soit la fonction nulle.

## En hydrologie
En hydrologie, une « structure en tresse » est adoptée par de l'eau qui coule dans certaines conditions (sur une surface plane et à certains degrés de pente), ainsi que par un cours d'eau qui circule dans un lit majeur large et peu pentu sur certains substrats, on dit alors qu'il forme un  cours d'eau en tresses,. Ces tresses très instables se font et se défont au gré des saisons et des années, ;  c'est le cas sur les anciens chenaux du Rhône,.

## En pâtisserie

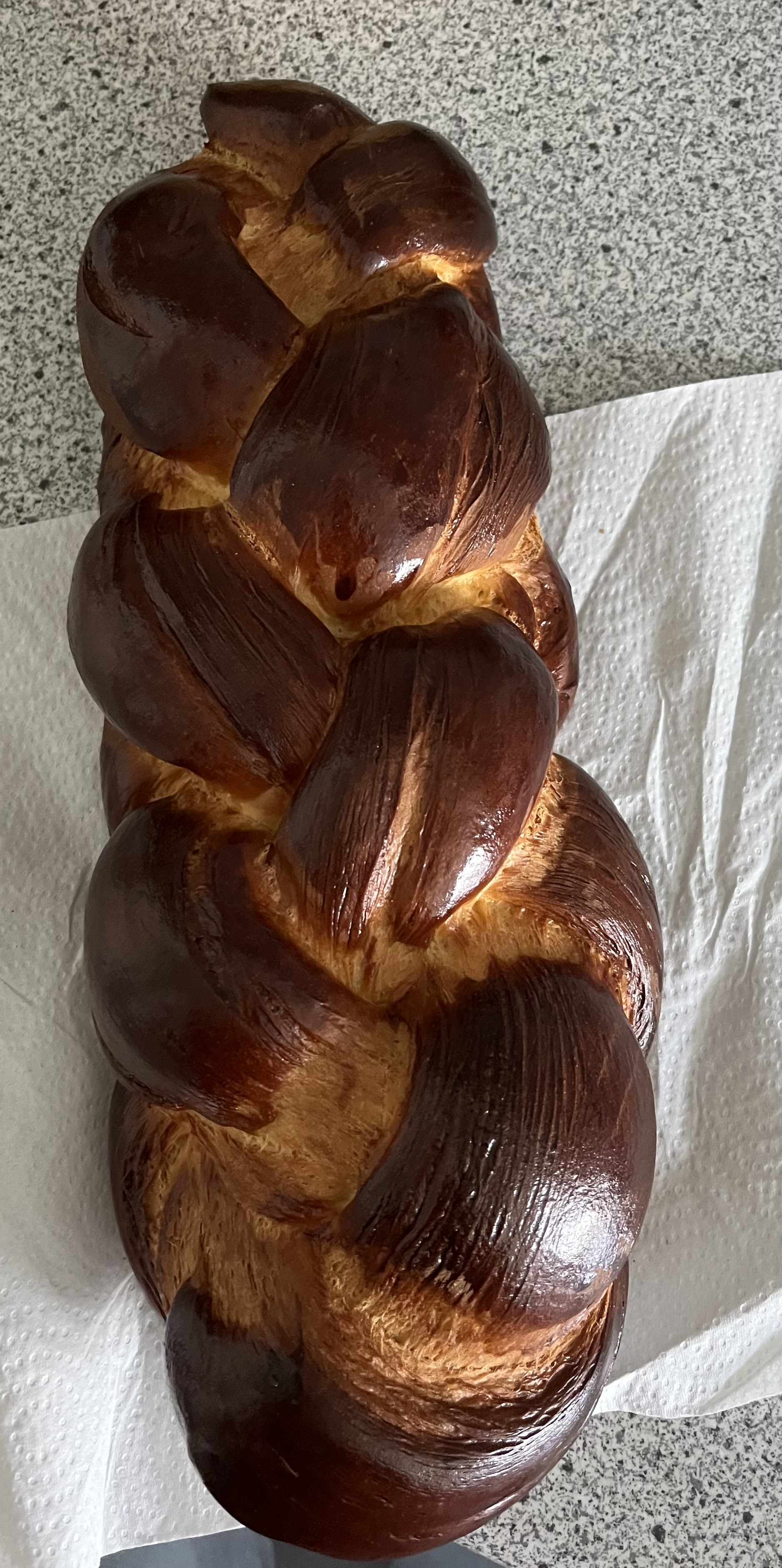
Pain tressé à 3 branche.

En pâtisserie, la tresse au beurre est une spécialité de pain composée de deux ou trois miches de pâte au beurre tressées. Une fois le pain tressé, on le badigeonne avec un jaune d'oeuf battu et un peu de crème à café ce qui va lui donner la couleur brune et le brillant après cuisson au four.

## En mécanique

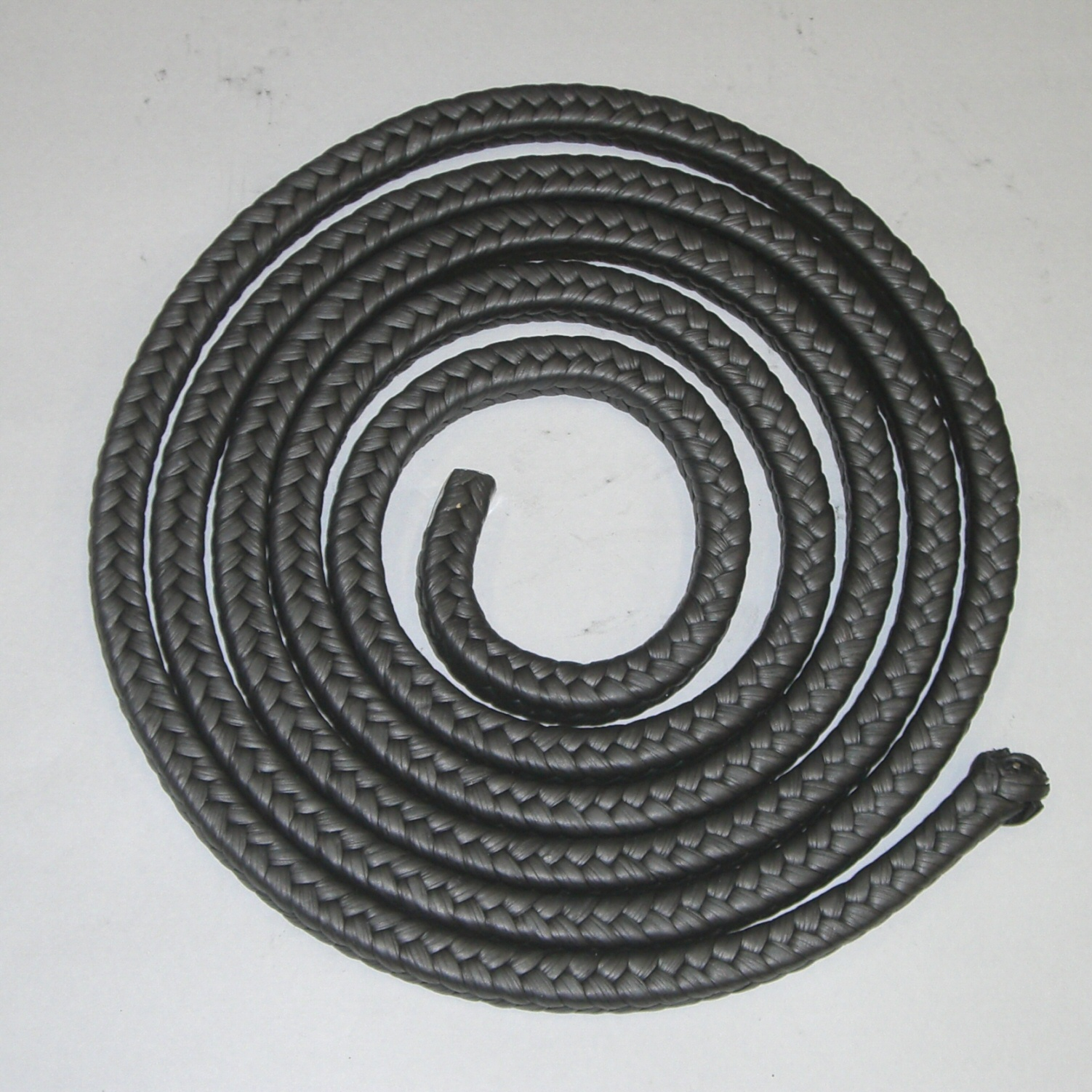
Tresse à destination d'un presse-étoupe.

En mécanique, la tresse est la partie réalisant l'étanchéité dans un presse-étoupe.